# Rita Levi-Montalcini
Rita Levi-Montalcini (Torí, 22 d'abril de 1909 - Roma, 30 de desembre de 2012) fou una neuròloga i professora universitària italiana guardonada amb el Premi Nobel de Medicina o Fisiologia l'any 1986 pel descobriment del factor de creixement nerviós (NGF).
Des de 2001 fins a la seva mort, també va servir al Senat italià com a senadora vitalícia gràcies a les seves importants contribucions científiques.
El 22 d'abril de 2009, es va convertir en la primera premi Nobel en arribar als 100 anys i l'esdeveniment es va celebrar amb una festa a l'Ajuntament de Roma.

## Vida primerenca i educació
Va néixer el 22 d'abril de 1909 a la ciutat italiana de Torí, capital del Piemont, al si d'una família benestant d'origen sefardita. Ella i la seva germana bessona Paola eren les menors de quatre germans. Els seus pares eren Adele Montalcini, pintora i Adamo Levi, enginyer elèctric i matemàtic. A la seva família es respirava un ambient típicament victorià on el seu pare prenia totes les decisions i creia fermament que, per les dones, hi havia una incompatibilitat formal entre la carrera professional i els deures com a mare i esposa. Això va fer que Rita estigués molt més vinculada a la seva mare que al seu pare.
| «                      | Als cinc anys, ja sabia que no seria ni esposa ni mare, estava influenciada per la relació victoriana que subordinava la meva mare al meu pare. En aquells dies, néixer dona volia dir portar impresa a la pell la marca de la inferioritat. | » |
| — Rita Levi-Montalcini | |   |

En els seus anys d'adolescència, va considerar convertir-se en escriptora i admirava l'escriptora sueca Selma Lagerlöf, però després de veure com una amiga de la família moria d'un càncer d'estómac, va decidir assistir a la Facultat de Medicina de la Universitat de Torí per a estudiar medicina. Mentre estava a la Universitat de Torí, el neurohistòleg Giuseppe Levi va despertar el seu interès pel desenvolupament del sistema nerviós. Després de graduar-se summa cum laude M.D el 1936, Montalcini va romandre a la universitat com a ajudant de Levi, però la seva carrera acadèmica es va veure truncada pel Manifest de la raça de Benito Mussolini de 1938 i la posterior introducció de lleis que prohibeixen als jueus les carreres acadèmiques i professionals.

## Carrera i recerca científica
Després d'una breu estança a l'Institut de Neurologia de Brussel·les el 1939 es reuneix amb la seva família a Itàlia quan Hitler envaeix Bèlgica. A partir d'aquest moment comença a treballar com a doctora clandestinament guarint als malalts dels barris pobres de Torí però les dificultats que comporta el seu origen jueu fa que renunciï. Després de l'estiu de 1942, quan els bombardejos constants al nord d'Itàlia fan que la situació sigui insostenible, es trasllada amb la seva família al camp, on continua les seves investigacions, en condicions cada cop més precàries. Durant la Segona Guerra Mundial, i abans d'abandonar el seu país, Montalcini inicià els seus estudis sobre els axons embrionaris, la prolongació citoplasmàtica de la neurona en un laboratori precari situat a casa seva.
Amb la dimissió de Mussolini, el 25 de juliol de 1943, sembla que s'inicia una nova etapa, però ràpidament Itàlia és envaida per Alemanya i la família Levi-Montalcini decideix fugir a Suïssa; la família és rebutjada a la frontera i arriben a Florència l'octubre de 1943, on Rita es mantindria oculta fins al final de la guerra, vivint en clandestinitat i especialitzant-se en la confecció de documentació falsa. Van sobreviure a l'Holocaust, sota identitats falses, protegits per alguns amics no jueus. Durant l'ocupació nazi, Levi-Montalcini va estar en contacte amb els partidaris del Partit d'Acció. Després de l'alliberament de Florència l'agost de 1944, va oferir la seva experiència mèdica voluntària per al servei de salut aliat.
Després de la derrota oficial del feixisme, el 25 d'abril de 1945, pot tornar a Torí, i decideix abandonar Itàlia, traslladant-se als Estats Units juntament amb Renato Dulbecco.
Levi-Montalcini va rebre una beca d'investigació d'un semestre al laboratori del professor Viktor Hamburger a la Universitat de Washington a St. Louis; estava interessat en dos dels articles que Levi-Montalcini havia publicat en revistes científiques estrangeres. Després de duplicar els resultats dels seus experiments de laboratori a casa, Hamburger li va oferir una posició d'associada d'investigació, que va ocupar durant 30 anys, des de 1958 fins que es va jubilar l'any 1977. Instal·lada a Saint Louis l'any 1952 descobrí el factor de creixement, l'ordre que necessita una cèl·lula per iniciar la seva reproducció. En col·laboració amb Stanley Cohen, el qual demostrà que el factor de creixement estava compost per una cadena proteica, aïllà el factor del creixement del nervi (NGF) i el març de 1959 a Baltimore fan la presentació a la comunitat científica dels resultats de les seves investigacions, on tenen un gran èxit en demostrar la presència de NGF als tumors, al verí de serp i a les glàndules salivals dels ratolins.
| «                                                                         | L'envelliment normal consisteix en una eliminació de cèl·lules (neurones) molt inferior al que generalment es creu. […] Les cèl·lules que queden poden augmentar les seves ramificacions dendrítiques i reforçar els circuits cerebrals. A una edat avançada, no menys que en les precedents, el cervell de l'homo sapiens conserva propietats que no difereixen de les que tenia abans. | » |
| — Rita Levi-Montalcini, L'as a la màniga: els dons reservats a la vellesa | |   |

L'any 1962 retornà a Itàlia per establir un laboratori de recerca a l'Instituto Superiore di Sanitá de Roma. Amb l'ajuda del seu amic, el bioquímic Piero Angeletti, va fundar l'Institut de Biologia Cel·lular del Consell Nacional Italià d'Investigació per dirigir, entre 1961 i 1969, el Centre de Recerca Neurobiològica del Consell i, posteriorment fins a l'any 1978, el Laboratori de Biologia cel·lular.
El 1963, es va convertir en la primera dona a rebre el premi Max Weinstein (atorgat per la United Cerebral Palsy Association) a causa de les seves importants contribucions a la investigació neurològica.
Fou membre de l'Acadèmia Francesa de Ciències i també va ser la instigadora de la creació el 2002 de l'EBRI (European Brain Research Institute) amb seu a Roma. El seu paper en aquest institut va estar al centre d'algunes crítiques d'algunes parts de la comunitat científica el 2010.
Es van plantejar controvèrsies sobre la cooperació de Levi-Montalcini amb la companyia farmacèutica italiana Fidia. Mentre treballava per a Fidia, va millorar la comprensió dels gangliòsids. A partir de 1975, va donar suport al fàrmac Cronassial (una barreja particular de gangliòsids) produït per Fidia a partir de teixit cerebral boví. Estudis independents van demostrar que el fàrmac realment podria tenir èxit en el tractament de les malalties previstes (neuropaties perifèriques).Anys més tard, alguns pacients sota tractament amb Cronassial van informar d'una síndrome neurològica greu (síndrome de Guillain-Barré). Segons la rutina habitual de precaució, Alemanya va prohibir Cronassial el 1983, seguida d'altres països. Itàlia va prohibir la droga només el 1993; al mateix temps, una investigació va revelar que Fidia va pagar al Ministeri de Salut italià per una ràpida aprovació de Cronassial i més tard va pagar per impulsar l'ús de la droga en el tractament de malalties on no s'havia provat. La relació de Levi-Montalcini amb l'empresa va ser revelada durant la investigació, i va ser criticada públicament.
A la dècada de 1990, va ser una de les primeres científices que va assenyalar la importància del mastòcit en la patologia humana. En el mateix període (1993), va identificar el compost endogen palmitoiletanolamida com un modulador important d'aquesta cèl·lula. La comprensió d'aquest mecanisme va iniciar una nova era d'investigació sobre aquest compost que ha donat lloc a més descobriments sobre els seus mecanismes i beneficis, una millor comprensió del sistema endocannabinoide i noves formulacions de productes de palmitoiletanolamida liposòmica dissenyades específicament per millorar l'absorció i la biodisponibilitat.
El 10 de desembre de 1986 fou guardonada amb el Premi Nobel de Medicina o Fisiologia, juntament amb Stanley Cohen, pels seus treballs sobre els factors del creixement.

## Vida política
L'any 2001 Levi-Montalcini fou nomenada senadora vitalícia per part del President d'Itàlia Carlo Azeglio Ciampi.
Del 28 al 29 d'abril de 2006, Levi-Montalcini, de 97 anys, va assistir a l'assemblea inaugural del recentment elegit Senat, en la qual va ser elegit el president del Senat. Va declarar la seva preferència pel candidat de centreesquerra Franco Marini. A causa del seu suport al govern de Romano Prodi, va ser sovint criticada per alguns senadors de dretes, que la van acusar de salvar el govern quan la majoria exigua del govern al Senat estava en risc. La seva vellesa va ser burlada pel polític d'extrema dreta Francesco Storace.

## Vida personal

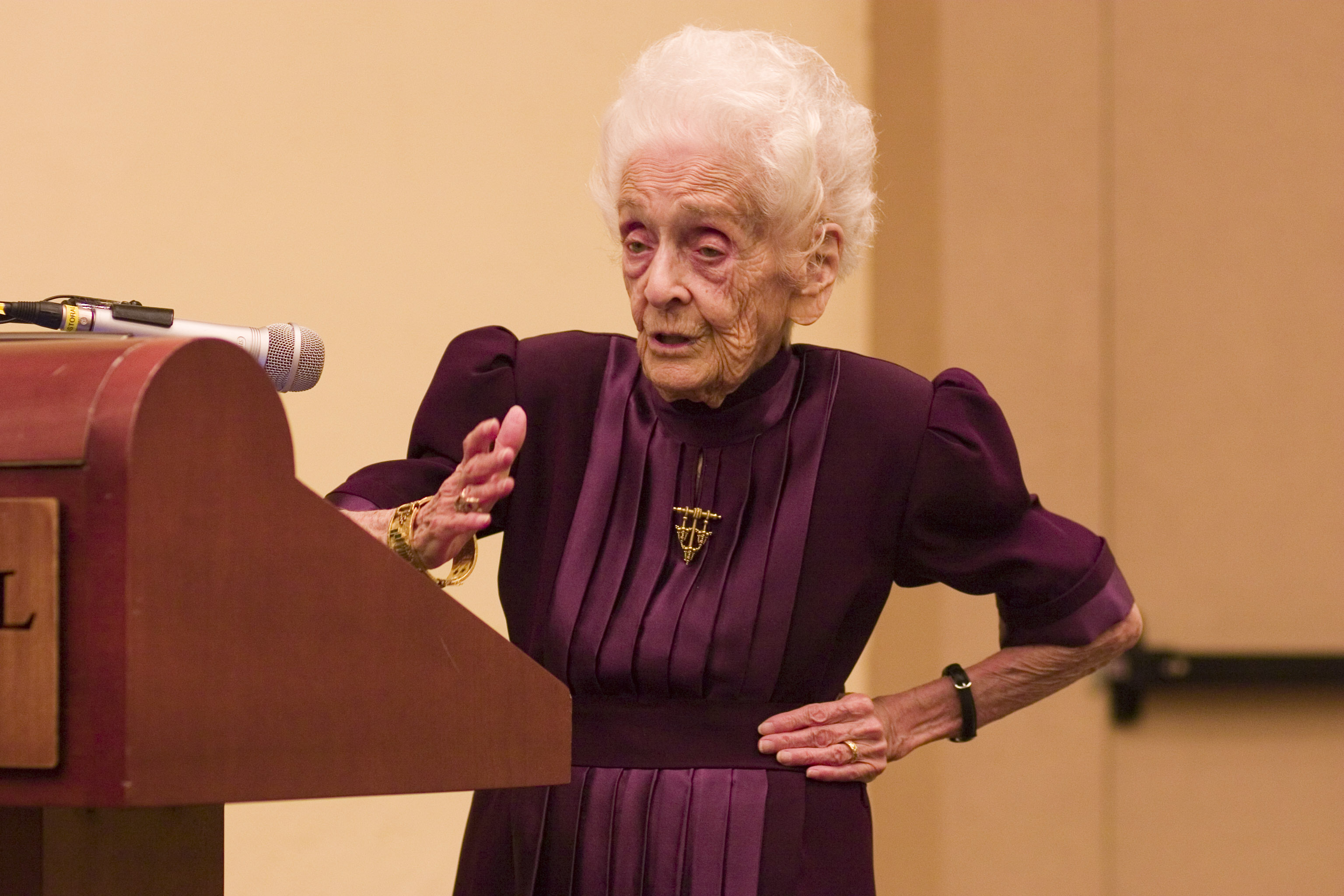
Rita als 98 anys

El pare de Levi-Montalcini, Adamo Levi, era enginyer elèctric i matemàtic, i la seva mare, Adele Montalcini, era pintora. Les arrels jueves de la família es remunten a l'Imperi Romà; a causa dels estrictes i tradicionals antecedents familiars, Adamo no donava suport a les dones que assistien a la universitat, ja que interferiria en la seva capacitat per atendre els nens i la casa.
Levi-Montalcini tenia un germà gran Gino, que va morir després d'un atac de cor el 1974. Va ser un dels arquitectes italians contemporanis més coneguts i professor de la Universitat de Torí. Tenia dues germanes: Anna, cinc anys més gran que Rita, i Paola, la seva germana bessona, una artista popular que va morir el 29 de setembre de 2000, als 91 anys. El 2003, va presentar una demanda per difamació contra Beppe Grillo. Durant un espectacle, Grillo va qualificar la dona de 94 anys de "puta vella".
Levi-Montalcini mai es va casar i no va tenir fills.En una entrevista de 2006, va dir: "Mai vaig tenir cap vacil·lació o penediment en aquest sentit... La meva vida s'ha enriquit amb excel·lents relacions humanes, treball i interessos. Mai m'he sentit sola". Va morir a casa seva. a Roma el 30 de desembre de 2012 a l'edat de 103 anys.
A la seva mort, l'alcalde de Roma, Gianni Alemanno, va declarar que era una gran pèrdua "per a tota la humanitat". La va elogiar com algú que representava "la consciència cívica, la cultura i l'esperit de recerca del nostre temps". L'astrofísica italiana Margherita Hack va dir a Sky TG24 TV en un homenatge a la seva col·lega científica: "És realment algú per ser admirat". El primer ministre d'Itàlia, Mario Monti, va retre homenatge al caràcter "carismàtic i tenaç" de Levi-Montalcini i pel seu esforç de tota la vida per "defendre les batalles en què creia". El portaveu del Vaticà, Federico Lombardi, va elogiar els esforços civils i morals de Levi-Montalcini, dient que era un exemple "inspirador" per a Itàlia i el món.
Segons l'antic president del Gran Orient d'Itàlia, va ser convidada i va participar en molts esdeveniments culturals organitzats per la principal organització maçònica italiana.

## Premis i honors
El 1966, va ser escollida membre de l'Acadèmia Americana de les Arts i les Ciències.
El 1968, es va convertir en la desena dona elegida per a l'Acadèmia Nacional de Ciències dels Estats Units. Va ser escollida membre de l'EMBO el 1974.
El 1970, va rebre el premi Golden Plate de l'American Academy of Achievement.
El 1974, esdevingué membre de la Pontifícia Acadèmia de les Ciències
El 1983, va ser guardonada amb el premi Louisa Gross Horwitz de la Universitat de Colúmbia.
El 1985 va rebre el premi Ralph W. Gerard de neurociència.
El 1986, va ser elegida membre de la Societat Filosòfica Americana.
El 1986, Levi-Montalcini i el col·laborador Stanley Cohen van rebre el Premi Nobel de Medicina així com el Premi Albert Lasker d'Investigació Mèdica Bàsica. Això la va convertir en la quarta guanyadora del Premi Nobel procedent de la petita comunitat jueva italiana (menys de 50.000 persones) però molt antiga, després d'Emilio Segrè, Salvador Luria (un company i amic de la universitat) i Franco Modigliani.
El 1987, va rebre la Medalla Nacional de la Ciència, el màxim honor científic nord-americà.
El 1991, va rebre la Laurea Honoris Causa en Medicina de la Universitat de Trieste, Itàlia. En aquella ocasió, va expressar el seu desig de formular una Carta de deures humans com a contrapartida necessària de la massa descuidada Declaració dels Drets Humans. La visió de Rita Levi-Montalcini es va fer realitat amb l'emissió de la Declaració de Trieste dels deures humans i la fundació el 1993 del Consell Internacional de Deures Humans (ICHD), a la Universitat de Trieste.
Va ser escollida membre estrangera de la Royal Society (ForMemRS) el 1995.
El 1999, Levi-Montalcini va ser nomenada ambaixadora de bona voluntat de l'Organització de les Nacions Unides per a l'Agricultura i l'Alimentació (FAO) pel director general de la FAO, Jacques Diouf.
El 2001, va ser nominada senadora vitalícia pel president italià Carlo Azeglio Ciampi.
L'any 2006, Levi-Montalcini va rebre el títol Honoris Causa en Enginyeria Biomèdica per la Universitat Politècnica de Torí, a la seva ciutat natal.
L'any 2008 va rebre el Doctorat Honoris Causa per la Universitat Complutense de Madrid, Espanya.
El 2009 va rebre el premi Leonardo da Vinci de l'Acadèmia Europea de Ciències.
El 2011, a la Universitat Sapienza de Roma va rebre el doctorat honoris causa de la Universitat McGill, Canadà.
Va ser membre fundadora de Città della Scienza i Acadèmic de Studium, Accademia di Casale e del Monferrato, Itàlia.

### Altres atribucions
L'abril de 2016, una orquídia espontània (un híbrid entre Ophrys incubacea i Ophrys sphegodes subsp. classica), va rebre el seu nom: 'Ophrys × montalciniae'.
El videojoc Elite Dangerous ha batejat nombroses estacions espacials amb el seu nom.

## Publicacions
- Origine ed Evoluzione del nucleo accessorio del Nervo abducente nell'embrione di pollo, Roma, Tip. Cuggiani, 1942.
- Il messaggio nervoso, con Pietro Angeletti e Giuseppe Moruzzi, Milano, Rizzoli, 1975.
- New developments in neurobiological research, in "Commentarii", vol. III, n. 15, Pontificia Academia Scientiarum, 1976.
- Elogio dell'imperfezione, Milano, Garzanti, 1987. ISBN 88-11-59390-5. (1999 nuova edizione accresciuta).
- NGF. Apertura di una nuova frontiera nella neurobiologia, Roma-Napoli, Theoria, 1989. ISBN 88-241-0162-3.
- Sclerosi multipla in Italia. Aspetti e problemi, con Mario Alberto Battaglia, Genova, AISM, 1989. ISBN 88-7148-001-5.
- Presentazione di Max Perutz, È necessaria la scienza?, Milano, Garzanti, 1989. ISBN 88-11-59415-4.
- Prefazione a Carlo Levi, Poesie inedite. 1934–1946, Roma, Mancosu, 1990.
- Prefazione a Gianni Bonadonna, Donne in medicina, Milano, Rizzoli, 1991. ISBN 88-17-84077-7.
- Presentazione di Gilberto Salmoni, Memoria: un telaio infinito Dialogo su un mondo tutto da scoprire, Genova, Costa & Nolan, 1993.
- Prefazione a Giacomo Scotti (a cura di), Non si trova cioccolata. Lettere di bambini jugoslavi nell'orrore della guerra, Napoli, Pironti, 1993. ISBN 88-7937-095-2.
- Reti. Scienza, cultura, economia, con Guido Cimino e Lauro Galzigna, Ancona, Transeuropa, 1993. ISBN 88-7828-101-8.
- Vito Volterra. Il suo percorso, in Scienza, tecnologia e istituzioni in Europa. Vito Volterra e l'origine del CNR, Roma-Bari, Laterza, 1993. ISBN 88-420-4147-5.
- Il tuo futuro, Milano, Garzanti, 1993. ISBN 88-11-73837-7.
- Per i settanta anni della Enciclopedia italiana, 1925–1995, in 1925–1995: la Treccani compie 70 anni. Mostra storico-documentaria, Roma, Treccani, Istituto della Enciclopedia italiana, 1995.
- Prefazione an American Medical Association, L'uso degli animali nella ricerca scientifica. Libro bianco, Bologna, Esculapio, 1995.
- Senz'olio contro vento, Milano, Baldini & Castoldi, 1996. ISBN 88-8089-198-7.
- L'asso nella manica a brandelli, Milano, Baldini & Castoldi, 1998. ISBN 88-8089-429-3.
- La galassia mente, Milano, Baldini & Castoldi, 1999. ISBN 88-8089-636-9.
- Presentazione di Nicola Canal, Angelo Ghezzi e Mauro Zaffaroni, Sclerosi multipla. Attualità e prospettive, Milano, Masson, 1999. ISBN 88-214-2467-7.
- Intervista in Serena Zoli, Storie di ordinaria resurrezione (e non). Fuori dalla depressione e altri mali oscuri, Milano, Rizzoli, 1999. ISBN 88-17-86072-7.
- L'Università delle tre culture. Conferenza della professoressa Rita Levi-Montalcini, Sondrio, Banca Popolare di Sondrio, 1999.
- Cantico di una vita, Milano, Cortina, 2000. ISBN 88-7078-666-8.
- Un universo inquieto. Vita e opere di Paola Levi Montalcini, Milano, Baldini & Castoldi, 2001. ISBN 88-8490-111-1.
- Tempo di mutamenti, Milano, Baldini & Castoldi, 2002. ISBN 88-8490-140-5.
- Tempo di azione, Milano, Baldini Castoldi Dalai, 2004. ISBN 88-8490-429-3.
- Abbi il coraggio di conoscere, Milano, Rizzoli, 2004. ISBN 88-17-00199-6.
- Lungo le vie della conoscenza. Un viaggio per sentieri inesplorati con Rita Levi-Montalcini, con Giuseppina Tripodi, Brescia, Serra Tarantola, 2005. ISBN 88-88507-56-6.
- Eva era africana, Roma, Gallucci, 2005. ISBN 88-88716-35-1.
- I nuovi magellani nell'er@ digitale, con Giuseppina Tripodi, Milano, Rizzoli, 2006. ISBN 88-17-00823-0.
- Tempo di revisione, con Giuseppina Tripodi, Milano, Baldini Castoldi Dalai, 2006. ISBN 88-8490-983-X.
- La vita intellettuale, in La vita intellettuale. Professioni, arti, impresa in Italia e nel pianeta. Atti del forum internazionale, 13 e 14 febbraio 2007, Bologna, Salone del podesta di Palazzo Re Enzo, Piazza del Nettuno, Bologna, Proctor, 2007. ISBN 978-88-95499-00-0.
- Rita Levi-Montalcini racconta la scuola ai ragazzi|Rita Levi-Montalcini con Giuseppina Tripodi racconta la scuola ai ragazzi, Milano, Fabbri, 2007. ISBN 978-88-451-4308-3.
- Le tue antenate. Donne pioniere nella società e nella scienza dall'antichità ai giorni nostri, con Giuseppina Tripodi, Roma, Gallucci, 2008. ISBN 978-88-6145-033-2.
- La clessidra della vita di Rita Levi-Montalcini, con Giuseppina Tripodi, Milano, Baldini Castoldi Dalai, 2008. ISBN 978-88-6073-444-0.
- Ritmi d'arte, Serra Tarantola, 2008 ISBN 88-95839-05-6
- Cronologia di una scoperta, Milano, Baldini Castoldi Dalai, 2009. ISBN 978-88-6073-557-7.
- L'altra parte del mondo, con Giuseppina Tripodi, Milano, Rizzoli, 2009. ISBN 978-88-17-01529-5.

Referències